# Sentinel Works

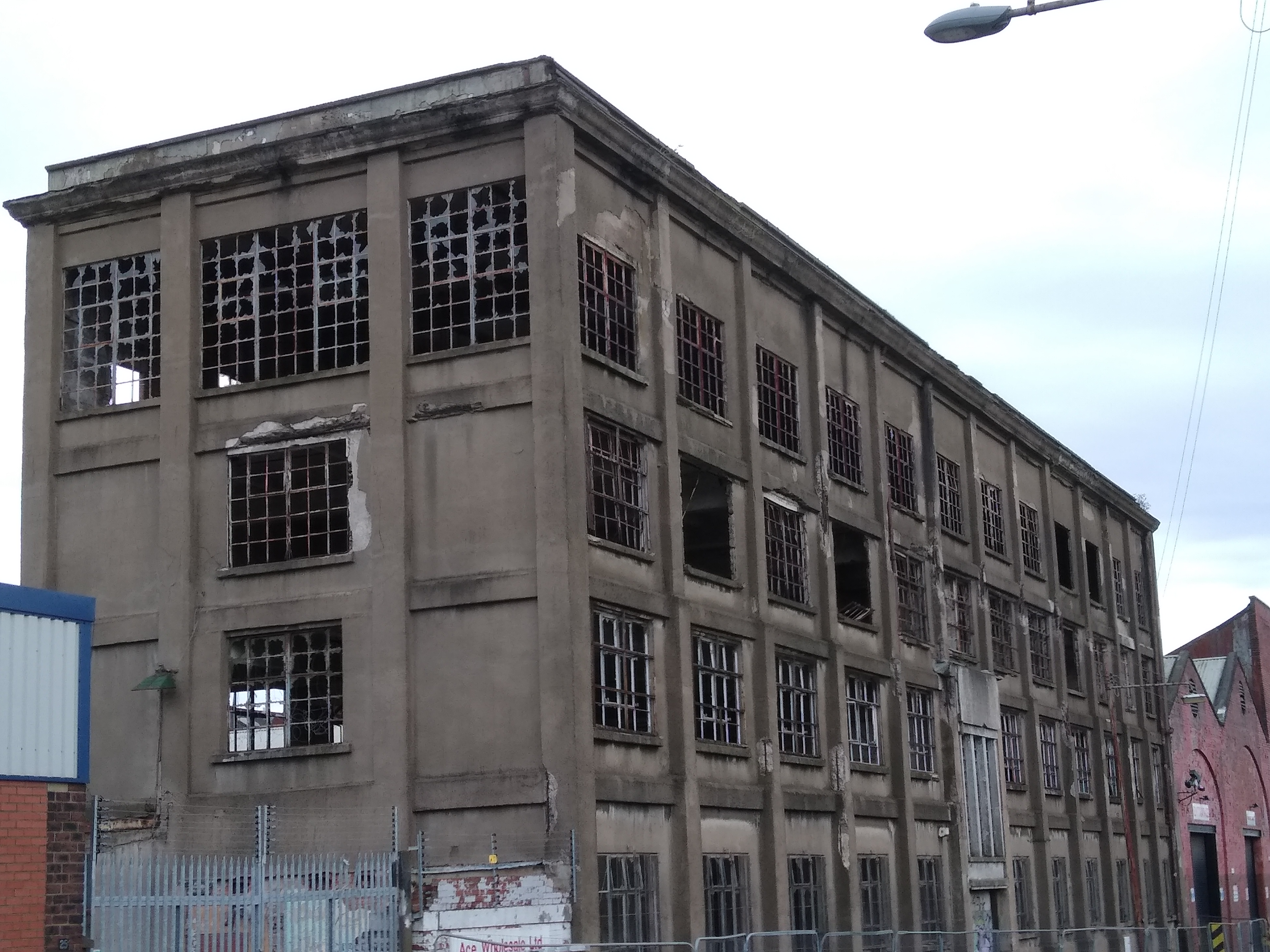
Sentinel Works, Schottland

Die Sentinel Works sind ein ehemaliges Fabrikgebäude in der schottischen Stadt Glasgow. 1991 wurde das Bauwerk in die schottischen Denkmallisten in der höchsten Denkmalkategorie A aufgenommen.

## Geschichte
Die Fabrik wurde 1904 für das Unternehmen Alley and MacLellan erbaut. An dieser Stätte wurde der Sentinel entwickelt, der später in englischen Fabriken der Sentinel Waggon Works gefertigt wurde. Die Sentinel Works verfügten über eine eigene Gießerei und dienten hauptsächlich der Produktion von Schiffen für Binnengewässer. So wurden dort rund 500 Schiffe  als Bausätze gefertigt und am Bestimmungsort montiert. Zwischen 1918 und 1937 gehörte die Fabrik zu Beardmores und wurde 1960 von der Weir Group aufgekauft.
1993 wurde ein Antrag auf Abriss abgewiesen. Dieser stand im Zusammenhang mit der Versetzung eines Eisenbahndepots im Zuge der Erweiterung der M74. Zu diesem Zeitpunkt stand die Fabrik bereits einen ungenannten Zeitraum ungenutzt. Im Laufe der folgenden Jahrzehnte verschlechterte sich der Zustand des Gebäudes zusehends. Sämtliche Verglasung ist heute fehlend und der Beton des feuchten Mauerwerks platzt teils ab. Im Jahre 1994 wurden die Sentinel Works daher in das schottische Register für gefährdete denkmalgeschützte Bauwerke aufgenommen. 2014 wurde ihr Zustand als sehr schlecht bei gleichzeitig hoher Gefährdung eingestuft.

## Beschreibung
Die Sentinel Works befinden sich in einem Industriegebiet im Glasgower Südosten. Zu Bauzeiten wurde auf die innovative Stahlbetonbauweise nach Hennebique gesetzt. So handelt es sich heute um den drittältesten erhaltenen Stahlbetonbau im Vereinigten Königreich. Die Flachdachkonstruktion antizipiert die tageslichtdurchfluteten Produktionsanlagen nach amerikanischem Vorbild, die später auch in England auftreten sollten. Für Planung und Bau zeichnen der Konstrukteur Archibald Leitch in Zusammenarbeit mit dem Architekturbüro Brand & Lithgow verantwortlich. Die südexponierte Frontfassade des vierstöckigen Baus an der Jessie Street ist zwölf Achsen weit; die Seitenfassaden drei Achsen weit.